# Chiara Cainero
Chiara Cainero (n. 28 martie 1978, Udine, Friuli-Veneția Giulia, Italia) este o trăgătoare de tir ce a reprezentat Italia, medaliată olimpică. A participat la 5 ediții ale Jocurilor Olimpice (2004, 2008, 2012, 2016, 2020) în care a câștigat o medalie de aur.